# Lenny & De Wespen
Lenny & de Wespen is een Nederlandstalige band uit Leuven rond singer-songwriter Lennaert Maes. De groep is ontstaan als Wesp in 2002 en omgedoopt tot Lenny & de Wespen in het najaar van 2003.

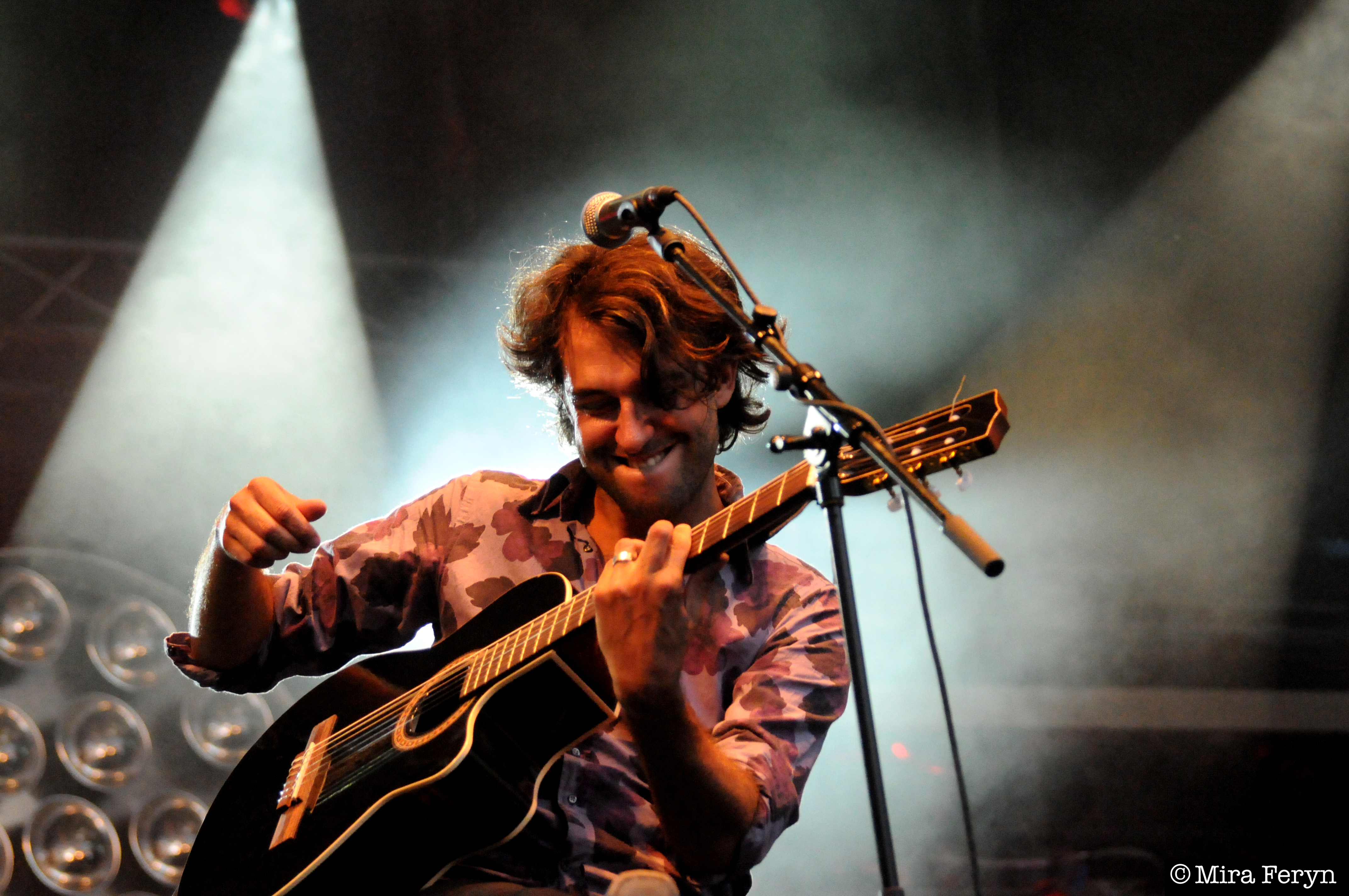
frontman Lennaert Maes tijdens de Gentse Feesten 2008

## Biografie
Tijdens de finale van de Nekka-Wedstrijd 2003 in de Ancienne Belgique krijgen Lenny & de Wespen drie prijzen. In 2004 worden ze gecoacht door Bram Vermeulen en later door Rick de Leeuw in het kader van De Kleine Avonden.
In 2006 verschijnt de eerste cd Eet van mij, in een productie van Dirk Blanchart. Het nummer Meneertje Nee wordt een bescheiden radiohit en belandt op De KleinkunstKollektie. Er volgen festivaloptredens waaronder op Folk Dranouter, Marktrock Leuven, Gentse Feesten, en Boterhammen in het park.
In 2007 neemt Lenny voor Lenny & de Wespen deel aan het muzikale tv-programma Zo is er maar één. Hij wint de feestaflevering met het liedje Malle Babbe. Even later behoren Lenny & de Wespen tot de gasten van Boudewijn de Groot op de Nekka-Nacht in het Sportpaleis. 
In 2008 verschijnt de tweede full-cd Geen helden meer bij On the Moon/LC Music in een productie van Yevgueni-gitarist Patrick Steenaerts. De eerste single, Het zit erin, staat weken op twee in Vox op Radio 1. De tweede single, Als het kan, wordt een hit op Radio 2 en genomineerd voor Beste Lied en Zomerhit 2008. 
In de zomer van 2009 spelen Lenny & de Wespen in dubbelprogramma met Buurman op de parkies-concerten. 
In het najaar van 2009 wordt Lenny & de Wespen ontbonden, maar in 2016 komt de band weer bij elkaar voor de opnames van een nieuwe cd. Die verschijnt begin 2017 onder de naam Zin, in samenwerking met het Nederlandse label Coast to coast. De eerste single Jij draait 18 weken mee in de Vlaamse Top 50. De volgende twee singles, Einde van de rit en Hey Marie, halen hierin de top 10. 
In oktober 2018 verschijnt een nieuwe cd met als titel Instant. Het lied Alles gaat goed behaalt de vijfde plaats in de Vlaamse Top 50, en de single Blij wordt een nummer 1-hit in de Vlaamse Top 10 van tv-zender Ment. In de zomer van 2019 spelen Lenny & De Wespen o.a. op Festival Dranouter, Na Fir Bolg, Beleuvenissen en Boterhammen in het park.
Eind 2020 brengt het album "Pleisterplaat", waarvoor nieuw bandlid Roeland Vandemoortele tekent voor de productie en drummer Bert Huysentruyt de mixing en mastering voor zijn rekening neemt. De titeltrack van het album haalt de Vlaamse Top 10.
In 2022 bestaat de band 20 jaar. Dat wordt gevierd met een tournee en een compilatie-album met daarop 20 singles, 2 live-tracks en 3 nieuwe songs.

## Leden
Huidige leden:
- Lennaert Maes: zang en gitaar
- Andries Boone: toetsen, mandoline, tenorgitaar, accordeon en viool
- Roeland Vandemoortele: gitaren, toetsen en backing vocals
- Mathias Moors: basgitaar en bassynth
- Bert Huysentruyt: drums, percussie en backing vocals

## Discografie

### Albums
- Houtekiet (ep) (2004, eigen beheer)
- Eet van mij (2006, LC Music)
- Geen helden meer (2008, LC Music/On the moon)
- Zin (2017, Wesp/Coast to coast records)
- Instant (2018, Buzzz Records)
- Pleisterplaat (2020, Buzzz Records)
- Singles & Extra's (2022, Buzzz Records)

### Nummers op compilatiealbums
- Ohlalala (de dag is mooi) - Zomerhit 2021 (CNR Records)
- Genieten - Het beste uit Ment Top 900 (Universal)
- Zomer van ons leven - Zomerhit 2020 (CNR Records / VRT)
- Blij - Ment: De Vlaamse Top 10 2019 (Universal)
- Hey Marie - Ment: De Vlaamse Top 10 2017 (Universal)
- Jij - Radio 2 Knuffelrock 2017 (Sony)
- Jij - Viva Vlaanderen presenteert het beste van 2016 (Universal)
- Meneertje Nee - De Kleinkunstkollektie volume 6 (Universal)
- Houtekiet en Niks (azzek u ni heb) - De Kleine Avonden volume 2 (Muziekcentrum Vlaanderen)
- Grote mond (Live) - Nekka-wedstrijd  2003-2004 (Nekka)

### Singles (hitnoteringen)
| Single met hitnotering(en) in de Vlaamse Ultratop 50 | Datum van verschijnen | Datum van binnenkomst | Hoogste positie | Aantal weken | Opmerkingen                                               |
| ---------------------------------------------------- | --------------------- | --------------------- | --------------- | ------------ | --------------------------------------------------------- |
| Jij                                                  | 2016                  | 25-06-2016            | tip5            | -            | Nr. 14 in de Vlaamse Top 50                               |
| Einde van de rit                                     | 2016                  | 22-10-2016            | tip5            | -            | Nr. 7 in de Vlaamse Top 50                                |
| Hey Marie                                            | 2017                  | 11-02-2017            | tip9            | -            | Nr. 7 in de Vlaamse Top 50, nr. 18 in de Radio 2 top 30   |
| Dansen is een medicijn                               | 2017                  | 11-11-2017            | tip             | -            | Nr. 41 in de Vlaamse Top 50                               |
| Radio                                                | 2018                  | 07-07-2018            | tip36           | -            | Nr. 21 in de Vlaamse Top 50                               |
| Alles gaat goed                                      | 2018                  | 15-09-2018            | tip24           | -            | Nr. 5 in de Vlaamse Top 50                                |
| Blij                                                 | 2018                  | 21-12-2018            | tip11           | -            | Nr. 8 in de Vlaamse Top 50, nr.1 in Vlaamse Top 10 Ment   |
| Tommie                                               | 2019                  | 06-04-2019            | tip             | -            | Nr. 45 in de Vlaamse Top 50                               |
| Genieten                                             | 2020                  | 29-02-2020            | tip             | -            | Nr. 33 in de Vlaamse Top 50                               |
| Vreemde dagen                                        | 2020                  | 28-03-2020            | tip46           | -            | Nr. 24 in de Vlaamse Top 50                               |
| Zomer van ons leven                                  | 2020                  | 04-07-2020            | tip             | -            | Nr. 29 in de Vlaamse Top 50                               |
| E314                                                 | 2020                  | 16-10-2020            | tip             | -            | Nr. 21 in de Vlaamse Top 50                               |
| Pleisterplaat                                        | 2020                  | 18-12-2020            | tip7            | -            | Nr. 8 in de Vlaamse Top 50                                |
| Ohlalala (de dag is mooi)                            | 2021                  | 10-05-2021            | tip             | -            | Nr. 23 in de Vlaamse Top 50                               |
| Alle misverstanden                                   | 2022                  | 18-01-2022            | tip             | -            | Nr. 20 in de Vlaamse Top 30, nr. 3 in Vlaamse Top 10 Ment |